# Scoparia nipponalis
Scoparia nipponalis  (лат.) — вид чешуекрылых насекомых из семейства огнёвок-травянок.  Распространён в Приморском крае и Японии. Размах крыльев 15—20 мм. Передние крылья беловато-коричневые.